# (6426) Vanýsek
6426 Vanysek (1995 ED) – planetoida z pasa głównego asteroid okrążająca Słońce w ciągu 3,78 lat w średniej odległości 2,42 j.a. Odkryta 2 marca 1995 roku.